# 목포하당초등학교
목포하당초등학교는 대한민국 전라남도 목포시 상동에 있는 초등학교다.

## 학교 연혁
- 2020. 09. 01 제11대 김정자 교장 부임
- 2020. 03. 01 2020학년도 13학급 편제(253명), 유치원 3학급(48명), 특수학급 1학급(7명)
- 2020. 02. 14 제25회 졸업식 43명 졸업(총 졸업생수: 3,658명)
- 1996. 06. 29 목포하당초등학교 개교(전학년 22개반 편성)

## 학교 상징
- 교화 - 동백꽃 : 인내, 끈기
- 교목 - 향나무 :
- 교색 - 노랑 : 명랑, 쾌활

## 참고 자료
- 목포하당초등학교 - 한국교육학술정보원 학교알리미